# Wiktor Zelinski
Wiktor Petrowycz Zelinski, Wiktor Zielinski, ukr. Віктор Петрович Зелінський (ur. 1 grudnia?/13 grudnia 1864 we wsi Petrykiwka pod Katerynosławiem w guberni katerynosławskiej, zm. 14 grudnia 1940 w Sopocie) – ukraiński wojskowy, generał pułkownik Armii Ukraińskiej Republiki Ludowej.

## Życiorys
Urodził się w rodzinie szlacheckiej, ojciec był oficerem. Ukończył korpus kadetów w Pskowie, Konstantynowską Wyższą Szkołę Wojskową (1885) i Michajłowską Oficerską Szkołę Artylerii (1911). Jako kapitan - dowódca baterii w 3 wschodniosyberyjskiej brygadzie artyleryjskiej uczestniczył w wojnie rosyjsko-japońskiej (1904–1905), w tym w bitwach pod Liaoyangiem i Mukdenem. Za przejawioną odwagę awansowany do stopnia podpułkownika i pułkownika i odznaczony Krzyżem Świętego Jerzego IV klasy, Szablą Świętego Jerzego i orderem św. Włodzimierza IV klasy z mieczami i wstęgą. Od 17 czerwca 1911 generał major, dowódca 6 syberyjskiej strzeleckiej brygady artyleryjskiej stacjonującej w Chabarowsku i Ussuryjsku.
Po wybuchu I wojny światowej w listopadzie 1914 pełnił obowiązki dowódcy 6 syberyjskiej dywizji strzelców. Podczas bitwy pod Łodzią, w boju pod Brzezinami 24 listopada 1914 trafił do niewoli niemieckiej. Przebywał w obozach jenieckich w Hannowersch Münden i Bischofswerda.
Jesienią 1917 przyłączył się do ukraińskiego ruchu narodowego i stanął na czele rady oficerów-Ukraińców, przebywających w obozach jenieckich w Cesarstwie Niemieckim. 8 lutego 1918 mianowany dowódcą 1 Ukraińskiej Dywizji Kozackiej (tzw. Synożupannyki), sformowanej w konsekwencji starań Związku Wyzwolenia Ukrainy z Ukraińców- jeńców z armii rosyjskiej przebywających w niemieckich obozach jenieckich. W kwietniu 1918 roku przybył z Synożupannykami do Kijowa.
Po rozwiązaniu dywizji przez Niemców 27 kwietnia 1918 (po przewrocie hetmańskim) szef komisji likwidacyjnej dywizji. Od 31 października 1918 dowódca artylerii 6 Korpusu Połtawskiego Armii Państwa Ukraińskiego (Hetmanatu). W czasie powstania antyhetmańskiego zgłosił się do dyspozycji Symona Petlury i stał się jednym z najbardziej zaufanych współpracowników Głównego Atamana. Od 1 stycznia 1919 dowódca tyłów i zaopatrzenia Frontu Lewobrzeżnego Armii Czynnej Ukraińskiej Republiki Ludowej. Od 11 lutego 1919 roku inspektor artylerii 8 Katerynosławskiego Kosza Armii Czynnej URL. Od 18 marca 1919 ataman 8 Kosza. Od 13 kwietnia 1919 szef misji wojskowej frontu południowo-wschodniego armii URL przy rządzie Królestwa Rumunii. Od 15 sierpnia 1919 przydzielony do ministerstwa spraw wojskowych rządu UNR, od listopada 1919 szef komisji do spraw organizacji armii przy ministerstwie spraw wojskowych. Awansowany na stopień generała porucznika.
Od 8 lutego 1920 szef sekcji wojskowej przy misji dyplomatycznej Ukraińskiej Republiki Ludowej w Polsce, inspektor wojsk ukraińskich formowanych w Polsce. Od 15 lipca 1920 szef misji dyplomatycznej URL w Warszawie. Po zawarciu polsko-sowieckiego zawieszenia broni w wojnie polsko-bolszewickiej misję przemianowano 22 października 1920 na komisję likwidacyjną misji, zaś Zielinski został 2 listopada 1920 szefem sekcji wojskowej tej komisji likwidacyjnej.
Po podpisaniu 7 października 1921 polsko-sowieckiego protokołu wykonawczego do traktatu ryskiego poseł sowiecki Lew Karachan wystąpił do rządu polskiego z żądaniem wydalenia dwudziestu najaktywniejszych działaczy emigracji politycznej rosyjskiej, ukraińskiej i białoruskiej, przebywających w Polsce. Na żądanie sowieckie co do zasady zgodził się minister spraw zagranicznych RP Konstanty Skirmunt, który chciał uzyskać w ten sposób wykonanie przez Rosję Sowiecką klauzul finansowych traktatu ryskiego. Po negocjacjach stronie polskiej udało się ograniczyć listę do czternastu nazwisk (w tym Borysa Sawinkowa), w tym czterech ukraińskich: Naczelnego Atamana URL Symona Petlury i generałów: Wiktora Zielinskiego, Mychajła Omeljanowycza-Pawlenki i Jurka Tiutiunnyka. Przeciwny uleganiu sowieckim żądaniom był Naczelnik Państwa Józef Piłsudski, który określił zgodę na wydalenie emigrantów, jako handel żywym towarem. Z czwórki Ukraińców, których wydalenia domagał się Karachan Polskę opuścili ostatecznie 20 października 1921 roku Mychało Omeljanowycz-Pawlenko i Wiktor Zielinski, udając się na terytorium Wolnego Miasta Gdańska.
Przez rząd Ukraińskiej Republiki Ludowej na emigracji awansowany do stopnia generała pułkownika.
W 1938 opublikował w Berlinie wspomnienia Синьожупанники. Mieszkał i zmarł w Sopocie.

## Prace
- Віктор Зелінський, Синьожупанники, Берлін 1938